# 新基纳
新基纳是德国萨克森州的一个市镇。总面积40.26平方公里，总人口2379人，其中男性1208人，女性1171人（2011年12月31日），人口密度59人/平方公里。